# Roberto Frigerio
Roberto Frigerio (ur. 16 maja 1938, zm,. 9 kwietnia 2023) – szwajcarski piłkarz grający na pozycji napastnika. W swojej karierze rozegrał 1 mecz w reprezentacji Szwajcarii.

## Kariera klubowa
W swojej karierze piłkarskiej Frigerio występował w klubach FC La Chaux-de-Fonds i FC Basel.

## Kariera reprezentacyjna
W reprezentacji Szwajcarii Frigerio zadebiutował 3 maja 1967 roku w przegranym 1:2 towarzyskim meczu z Czechosłowacją, rozegranym w Bazylei. Był to jego jedyny mecz w kadrze narodowej. Wcześniej, w 1962 roku, został powołany do kadry Szwajcarii na Mistrzostwa Świata w Chile.